# Zahraniční vztahy Vietnamu

Státy, se kterými má Vietnam diplomatické vztahy

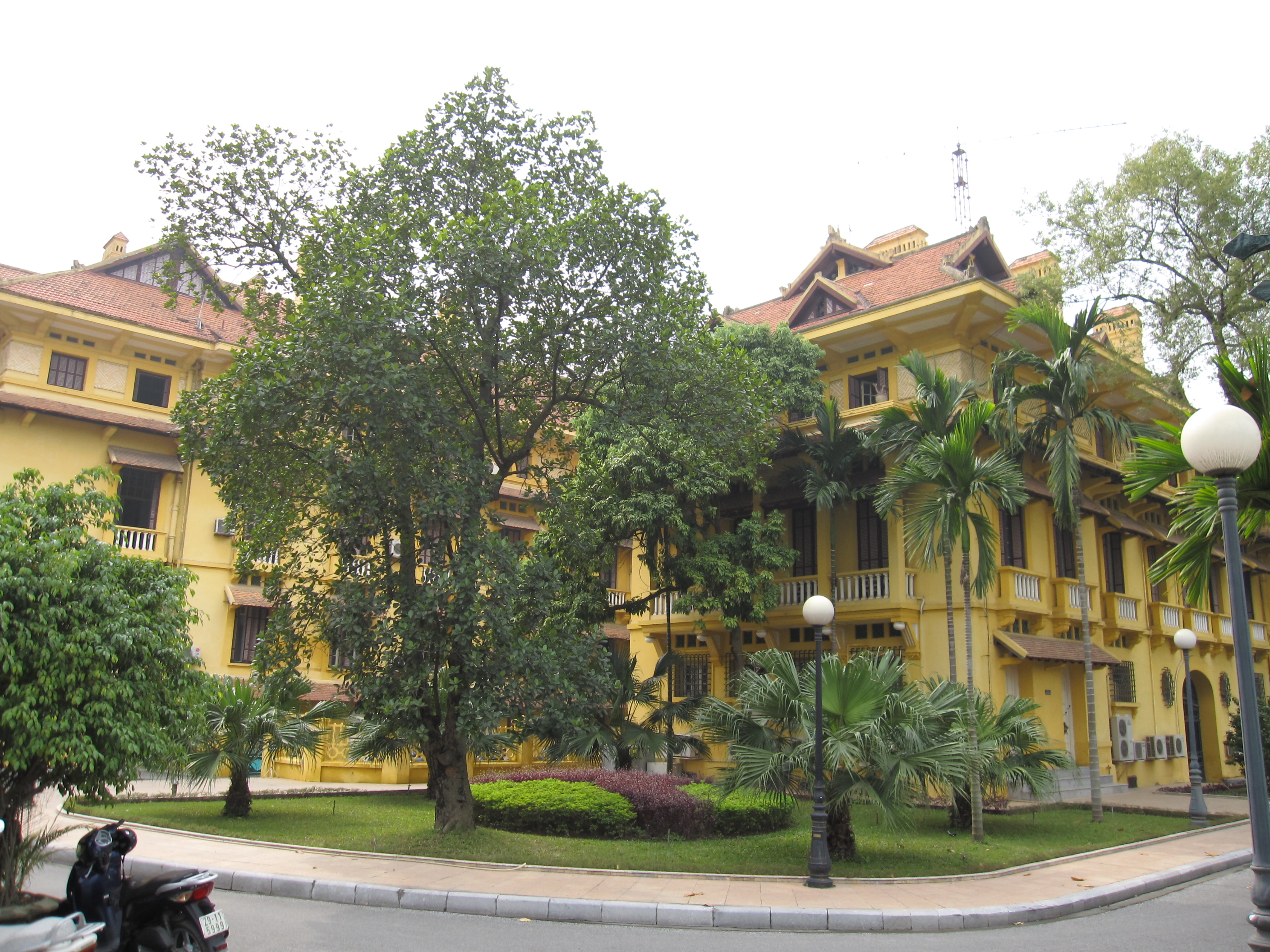
Ministerstvo zahraničí v Hanoji

K dubnu 2022 udržuje Vietnam (oficiálně Vietnamská socialistická republika) diplomatické vztahy se 192 státy a se Státem Palestina, tedy se všemi členskými a pozorovatelskými státy OSN kromě Malawi, Tongy a Tuvalu a Svatého stolce. V roce 2011 vydal Ústřední výbor Komunistické strany Vietnamu na 11. národním sjezdu Komunistické strany Vietnamu oficiální prohlášení o zahraniční politice Vietnamu. V části prohlášení bylo uvedeno: „Vietnam je přítelem a spolehlivým partnerem všech zemí mezinárodního společenství a aktivně se účastní procesů mezinárodní a regionální spolupráce. Prohlubuje, stabilizuje a udržuje zavedené mezinárodní vztahy. Rozvíjí vztahy se všemi zeměmi a územími, jakož i mezinárodními organizacemi, a zároveň prokazuje: respektování vzájemné nezávislosti; suverenitu a územní celistvost; vzájemné nevměšování se do mezinárodních záležitostí; nepoužívání síly nebo hrozby použití síly; řešení neshod a sporů pomocí mírových jednání; vzájemný respekt, rovnost a vzájemný prospěch.“
Vietnam podnikl důležité kroky k obnovení diplomatických styků s klíčovými zeměmi. Plné diplomatické vztahy byly obnoveny s Novým Zélandem, který otevřel své velvyslanectví v Hanoji v roce 1995. Vietnam otevřel velvyslanectví ve Wellingtonu v roce 2003. Pákistán znovu otevřel své velvyslanectví v Hanoji v říjnu 2000. Vietnam znovu otevřel své velvyslanectví v Islámábádu v prosinci 2005 a obchodní kancelář v Karáčí v listopadu 2005. Vztahy mezi Spojenými státy americkými a Vietnamem se zlepšily v srpnu 1995, kdy oba státy povýšily své styčné kanceláře otevřené v lednu 1995 na velvyslanectví, přičemž Spojené státy americké později otevřely generální konzulát v Ho Či Minově Městě a Vietnam otevřel konzulát v San Franciscu.

## Dějiny

### Feudální Vietnam
Vietnam má více než 4 000 letou historii. Ve své rané historii se Vietnam snažil udržovat dobré vztahy se svými sousedy. Už od dynastie Hồng Bàng až po mnoho feudálních dynastií, jako jsou Ngô, Đinh, Raná Lê, Lý, Trần, Pozdní Lê, Tây Sơn a Nguyễn, byly pro Vietnam nejdůležitější diplomatické vztahy se sousední imperiální Čínou, Čamským královstvím, Khmérskou říší, královstím Lan Xang a Siamem. Později byly navázány obchodní vztahy s evropskými zeměmi (např. prostřednictvím Sjednocené východoindické společnosti) a Japonskem.

### Po druhé světové válce

#### 1945–1946:
Po kapitulaci Japonska přišla na území Vietnamu jak britská, tak čínská armáda Kuomintangu, aby vyprovodily japonskou císařskou armádu z Indočíny. Vláda Vietnamské demokratické republiky se rozhodla uzavřít mírovou dohodu s Čankajškem z Kuomintangu, který sídlil v severním Vietnamu, aby jim umožnila věnovat pozornost boji s Francouzi na jihu. Poté Vietnam 6. března 1946 podepsal mírovou smlouvu s Francií.

#### 1947–1954
Vietnam začal rozšiřovat své zahraniční vztahy s ostatními zeměmi. V lednu 1950 byly Čínská lidová republika a Sovětský svaz prvními dvěma zeměmi, které uznaly Vietnamskou demokratickou republiku. Později byla navázaná spojenectví s Kambodžou a Laosem. Vietnam provedl protifrancouzskou kampaň a vybudoval přátelství s antikoloniálními zeměmi, jako je Thajsko, Myanmar, Indonésie a Indie.

### Období studené války

#### Vietnamská válka
Během vietnamské války (1959–1975) vyrovnal Severní Vietnam vztahy se svými dvěma hlavními spojenci, Sovětským svazem a Čínskou lidovou republikou.
V roce 1964 Čou En-laj, znepokojený zvýšenou přítomností amerických sil v Jižním Vietnamu, uzavřel neformální dohodu se Severem. Dohoda stanovila, že pokud americké a jihovietnamské síly napadnou Severní Vietnam, Číňané odpoví zapůjčením pilotů Severu. Během války se Mao Ce-tungovi nepodařilo poslat tolik vycvičených pilotů, jak slíbil. V důsledku toho byl Sever při své obraně závislejším na Sovětském svazu.

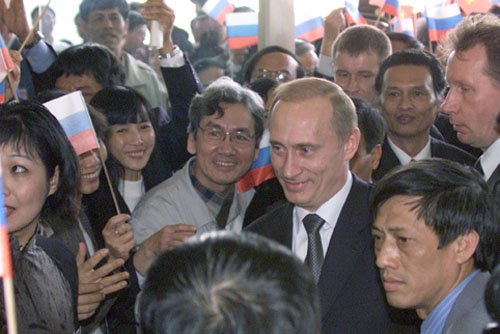
Prezident Vladimir Putin na tradičním setkání vietnamských absolventů sovětských a ruských univerzit a vysokých škol, březen 2001

V roce 1975 začalo narůstat napětí, protože Peking stále více vnímal Vietnam jako potenciální sovětský nástroj k obklíčení Číny. Mezitím rostoucí podpora Pekingu pro kambodžské Rudé Khmery vyvolala u Vietnamců podezření.
Vietnamsko-čínské vztahy se výrazně zhoršily poté, co Hanoj v březnu 1978 zavedla zákaz soukromého obchodu, což byl krok, který zvláště ovlivnil čínsko-vietnamskou část obyvatelstva. Po vietnamské invazi do Kambodže v prosinci 1978 zahájila Čína odvetnou invazi do oblasti severní hranice Vietnamu. Tváří v tvář přerušení čínské pomoci a napjatým mezinárodním vztahům navázal Vietnam ještě těsnější vztahy se Sovětským svazem a jeho spojenci v členských státech RVHP. V průběhu 80. let 20. století Vietnam dostával téměř 3 miliardy USD ročně od Sovětského svazu a většinu svého obchodu prováděl se zeměmi SSSR a RVHP. Hospodářská pomoc Sovětského svazu a východního bloku však po rozpadu Sovětského svazu ustala.

## Reforma (Đổi Mới)
Vietnam se začal dostávat z mezinárodní izolace až po stažení svých jednotek z Kambodže v roce 1989. Během několika měsíců po Pařížských dohodách z roku 1991 Vietnam navázal diplomatické a ekonomické vztahy s členskými státy Sdružení národů jihovýchodní Asie (ASEAN) a také s většinou zemí západní Evropy a asijského Dálného východu. Čína obnovila plné diplomatické styky s Vietnamem v roce 1991. V roce 1999 uzavřely tyto dva státy dohodu o demarkaci pozemních hranic. V roce 1995 obnovily diplomatické styky USA a Vietnam.
V posledním desetiletí vyvinul Vietnam soustředěné úsilí, aby přizpůsobil své zahraniční vztahy tak, aby odrážely vyvíjející se mezinárodní ekonomickou a politickou situaci v jihovýchodní Asii. Země se začala integrovat do regionální a globální ekonomiky vstupem do mezinárodních organizací. Vietnam zesílil své úsilí přitáhnout do země zahraniční kapitál ze Západu. V 90. letech 20. století, po zrušení amerického veta na mnohostranné půjčky zemi, se Vietnam stal členem Světové banky, Mezinárodního měnového fondu (MMF) a Asijské rozvojové banky. Země rozšířila obchod se svými východoasijskými sousedy i se zeměmi západní Evropy a Severní Ameriky. Zvláštní význam mělo přijetí Vietnamu do ASEAN v červenci 1995. Vietnam se v listopadu 1998 připojil k fóru Asijsko-pacifické hospodářské spolupráce (APEC) a následující měsíc také hostil summit ASEAN. V roce 2005 se Vietnam zúčastnil inauguračního summitu východní Asie. Vietnam se stal v listopadu 2006 členem Světové obchodní organizace.

## Aktuální problémy

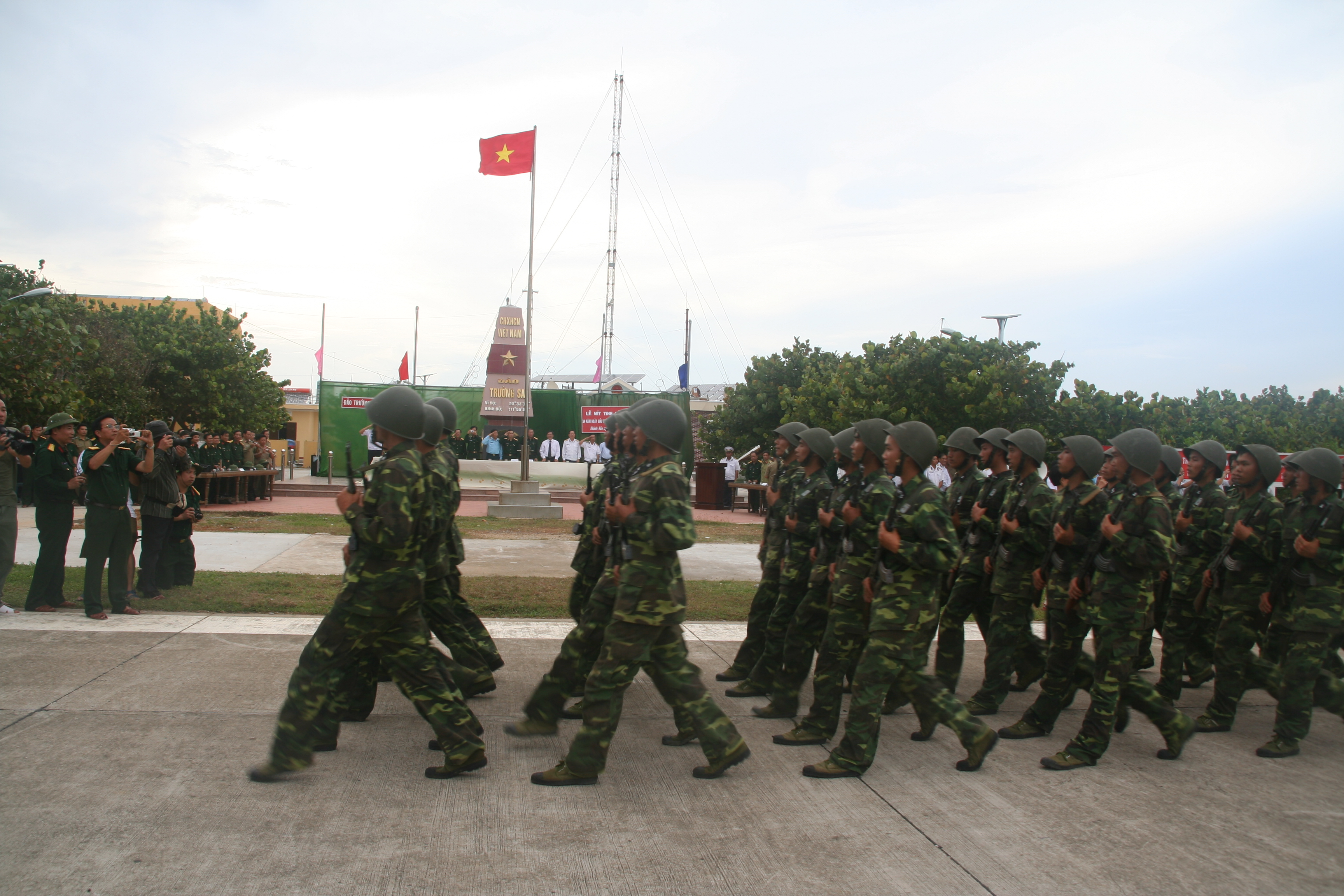
Vietnamští vojáci na Spratlyho ostrově

Vietnam zůstal od dob invaze do Kambodže relativně bez konfliktů, ale v minulosti mezi Vietnamem a jeho sousedy vyvstávalo napětí, zejména v případě Číny, protože oba národy uplatňovaly nároky na Spratlyho a Paracelské ostrovy – dvě souostroví v oblasti Jihočínského moře potenciálně bohaté na ropu. Protichůdné nároky vyvolaly v průběhu let v oblasti drobné ozbrojené konflikty. V roce 1988 bylo na Spratlyho ostrovech zabito více než 70 vietnamských vojáků během konfrontace s čínskými silami, kdy Čína obsadila několik ostrovů pod vietnamskou kontrolou. Čínské prosazování kontroly nad Spratlyho ostrovy a celým Jihočínským mořem vyvolalo obavy Vietnamu a jeho sousedů v jihovýchodní Asii. Územní hranice mezi oběma zeměmi je konkrétně definována na základě Dohody o pozemních hranicích podepsané v prosinci 1999 a Dohody o hranicích v Tonkinském zálivu podepsané v prosinci 2000. Vietnam a Rusko vyhlásily v březnu 2001 strategické partnerství během vůbec první návštěvy ruské hlavy státu v Hanoji. Byl to především pokus vyvážit rostoucí profil Číny v jihovýchodní Asii.

### Mezinárodní spory
- Námořní hranice s Kambodžou není definována.
- Vietnam je zapojen do složitého sporu o Spratlyho a Paracelské ostrovy s Čínskou lidovou republikou (ČLR), Malajsií, Filipínami a možná i Brunejí.
- Námořní hranice s Thajskem byla vyřešena v srpnu 1997.
- Spor o námořní hranici s ČLR v Tonkinském zálivu vyřešen v roce 2000.
- Paracelské ostrovy jsou od roku 1974 obsazené ČLR.
- Pobřežní ostrovy a úseky hranic s Kambodžou jsou sporné.
- V prosinci 1999 byla podepsána dohoda o pozemní hranici s Čínskou lidovou republikou.

### Nelegální drogy
- Vietnam je pravděpodobně menším tranzitním bodem pro heroin z jihovýchodní Asie určený pro USA a Evropu.
- Ve Vietnamu roste závislost na opiu/heroinu.

## Mezinárodní vztahy

### Afrika
| Stát                         | Počátek formálních vztahů | Poznámky |
| ---------------------------- | ------------------------- | --- |
| Alžírsko                     |                           | Viz Alžírsko-vietnamské vztahy - Alžírsko má velvyslanectví v Hanoji. - Vietnam má velvyslanectví v Alžíru. |
| Angola                       |                           | Viz Angolsko-vietnamské vztahy - Angola má velvyslanectví v Hanoji. - Vietnam má velvyslanectví v Luandě. |
| Botswana                     | 11. února 2009            | - V roce 2013 byla Botswana posledním africkým státem, který navázal zahraniční styky s Vietnamem. |
| Burkina Faso                 |                           | - Obě země navázaly diplomatické styky 16. listopadu 1973. - Obě země jsou řádnými členy Mezinárodní organizace frankofonie. |
| Burundi                      | 16. dubna 1975            | - Obě země navázaly diplomatické styky 16. dubna 1975. - Obě země jsou řádnými členy Mezinárodní organizace frankofonie. |
| Džibutsko                    | 30. dubna 1991            | - Obě země navázaly diplomatické styky 30. dubna 1991. - Obě země jsou řádnými členy Mezinárodní organizace frankofonie. |
| Egypt                        | 1. září 1963              | - Egypt má velvyslanectví v Hanoji. - Vietnam má velvyslanectví v Káhiře. |
| Guinea-Bissau                | 30. září 1973             | - Obě země navázaly diplomatické styky 30. září 1973. - Guinea-Bissau je ve Vietnamu akreditována prostřednictvím svého velvyslanectví v Pekingu v Číně. |
| Jižní Afrika                 |                           | - Jihoafrická republika má velvyslanectví v Hanoji. - Vietnam má velvyslanectví v Pretorii. |
| Kapverdy                     | 7. srpna 1975             | Obě země navázaly diplomatické styky 8. července 1975. |
| Keňa                         | 21. prosince 1995         | Viz Keňsko-vietnamské vztahy - K roku 1998 to byla poslední africká země, se kterou Vietnam navázal bilaterální diplomatické styky. - Keňa je ve Vietnamu akreditována prostřednictvím svého velvyslanectví v Bangkoku v Thajsku. - Vietnam je v Keni akreditován prostřednictvím svého velvyslanectví v Tanzanii. |
| Komory                       |                           | Obě země jsou řádnými členy Mezinárodní organizace frankofonie. |
| Lesotho                      | 6. ledna 1998             | Obě země navázaly diplomatické styky 6. ledna 1998. |
| Libye                        | 30. září 1969             | Viz Libyjsko-vietnamské vztahy - Obě země navázaly diplomatické styky 30. září 1969. - Libye má velvyslanectví v Hanoji. - Vietnam je v Libyi akreditován prostřednictvím svého velvyslanectví v Káhiře v Egyptě.                                                                                                  |
| Madagaskar                   | 19. prosince 1972         | - Obě země navázaly diplomatické styky 19. prosince 1972. - Madagaskar je ve Vietnamu akreditován prostřednictvím svého velvyslanectví v Pekingu v Číně. - Vietnam je na Madagaskaru akreditován prostřednictvím svého velvyslanectví v Maputu v Mosambiku a má honorární konzulát v Antananarivu.                 |
| Mauricius                    | 4. května 1994            | Obě země navázaly diplomatické styky 4. května 1994. |
| Mauritánie                   | 15. března 1965           | Obě země navázaly diplomatické styky 15. března 1965. |
| Sierra Leone                 | 24. června 1978           | - Obě země navázaly diplomatické styky 24. června 1978. - Vietnam je v Sieřře Leone akreditován prostřednictvím svého velvyslanectví v Abuji v Nigérii. |
| Středoafrická republika      | 10. listopadu 2008        | Obě země navázaly diplomatické styky 10. listopadu 2008. |
| Svatý Tomáš a Princův ostrov | 6. listopadu 1976         | Obě země navázaly diplomatické styky 6. listopadu 1976. |
| Svazijsko                    | 21. května 2013           | |
| Tanzanie                     | 14. února 1965            | Viz Tanzánsko-vietnamské vztahy |
| Togo                         | 8. února 1975             | - Obě země navázaly diplomatické styky 8. února 1975. - Vietnam je v Togu akreditován prostřednictvím svého velvyslanectví v Abuji v Nigérii. |
| Uganda                       | 9. února 1973             | Obě země navázaly diplomatické styky 9. února 1973. |
| Zambie                       | 15. září 1972             | Obě země navázaly diplomatické styky 15. září 1972. |

### Amerika
| Stát                      | Počátek formálních vztahů | Poznámky |
| ------------------------- | ------------------------- | --- |
| Antigua a Barbuda         | 8. listopadu 2013         | Obě země navázaly diplomatické styky 8. listopadu 2013. |
| Argentina                 | 25. října 1973            | - Od prosince 1996 má Argentina velvyslanectví v Hanoji. - Od ledna 1995 má Vietnam velvyslanectví v Buenos Aires. - Argentinské ministerstvo zahraničních vztahů: seznam bilaterálních smluv s Vietnamem (pouze španělsky). - Vietnamské ministerstvo zahraničních věcí o vztazích s Argentinou. |
| Belize                    | 4. ledna 1995             | Obě země navázaly diplomatické styky 4. ledna 1995. |
| Brazílie                  | 8. května 1989            | - Brazílie má velvyslanectví v Hanoji. - Vietnam má velvyslanectví v Brasílii. |
| Chile                     |                           | Viz Chilsko-vietnamské vztahy - Chile má velvyslanectví v Hanoji. - Vietnam má velvyslanectví v Santiagu. |
| Dominika                  | 1. listopadu 2013         | Dominika a Vietnam navázaly diplomatické vztahy 1. listopadu 2013. |
| Dominikánská republika    | 7. července 2005          | - Dominikánská republika otevře ambasádu v Hanoji. - Vietnam je v Dominikánské republice akreditován prostřednictvím svého velvyslanectví v Havaně na Kubě. |
| Grenada                   | 15. července 1979         | Obě země navázaly diplomatické styky 15. července 1979. |
| Guatemala                 | 7. ledna 1993             | - Guatemala je ve Vietnamu akreditována prostřednictvím svého velvyslanectví v Bangkoku v Thajsku. - Vietnam je v Guatemale akreditován prostřednictvím svého velvyslanectví v Ciudad de México v Mexiku. |
| Guyana                    | 19. dubna 1975            | - Obě země navázaly diplomatické styky 19. dubna 1975. - Ekonomické a obchodní vztahy jsou velmi omezené. |
| Haiti                     | Září 1997                 | - Haiti má velvyslanectví v Hanoji. - Vietnam je na Haiti akreditován prostřednictvím svého velvyslanectví v Havaně na Kubě. |
| Kanada                    | 21. srpna 1973            | Viz Kanadsko-vietnamské vztahy - Kanada má velvyslanectví v Hanoji a generální konzulát v Ho Či Minově Městě. - Vietnam má velvyslanectví v Ottawě a generální konzulát ve Vancouveru. |
| Kolumbie                  | 1979                      | - Kolumbie má velvyslanectví v Hanoji. - Vietnam je v Kolumbii akreditován prostřednictvím svého velvyslanectví v Caracasu ve Venezuele. |
| Kostarika                 | 24. dubna 1976            | |
| Kuba                      | 2. prosince 1960          | Viz Kubánsko-vietnamské vztahy - Kuba má velvyslanectví v Hanoji. - Vietnam má velvyslanectví v Havaně. |
| Mexiko                    | 15. července              | Viz Mexicko-vietnamské vztahy - Mexiko má velvyslanectví v Hanoji. - Vietnam má velvyslanectví v Ciudad de México. |
| Panama                    | 28. srpna 1975            | - Panama má velvyslanectví v Hanoji a generální konzulát v Ho Či Minově Městě. - Vietnam je v Panamě akreditován prostřednictvím svého velvyslanectví v Ciudad de México v Mexiku. |
| Paraguay                  | 30. května 1995           | - Paraguay je ve Vietnamu akreditována prostřednictvím svého velvyslanectví v Tokiu v Japonsku. - Vietnam je v Paraguayi akreditován prostřednictvím svého velvyslanectví v Buenos Aires v Argentině. |
| Peru                      |                           | Viz Peruánsko-vietnamské vztahy - Peru má velvyslanectví v Hanoji. - Vietnam je v Peru akreditován prostřednictvím svého velvyslanectví v Brasílii v Brazílii. |
| Salvador                  | 16. ledna 2010            | - Salvador má velvyslanectví v Hanoji. - Vietnam je v Salvadoru akreditován prostřednictvím svého velvyslanectví v Ciudad de México v Mexiku. |
| Spojené státy americké    | 11. července 1995         | Viz Americko-vietnamské vztahy - Spojené státy americké mají velvyslanectví v Hanoji a generální konzulát v Ho Či Minově Městě. - Vietnam má velvyslanectví ve Washingtonu, D.C. a generální konzuláty v Houstonu, New Yorku a San Franciscu. |
| Surinam                   | 19. prosince 1997         | Obě země navázaly diplomatické styky 19. prosince 1997. |
| Svatý Vincenc a Grenadiny | 18. prosince 1995         | Obě země navázaly diplomatické styky 18. prosince 1995. |
| Trinidad a Tobago         | 1. února 2023             | Obě země navázaly diplomatické styky 1. února 2023. |
| Uruguay                   |                           | Viz Uruguaysko-vietnamské vztahy - Uruguay má velvyslanectví v Hanoji. - Vietnam je v Uruguay akreditován prostřednictvím svého velvyslanectví v Buenos Aires v Argentině. |
| Venezuela                 | 18. prosince 1989         | Viz Venezuelsko-vietnamské vztahy Vietnam má velvyslanectví v Caracasu a Venezuela velvyslanectví v Hanoji. Bilaterální obchod v roce 2007 činil 11,7 milionů dolarů. Bilaterální vztahy mají „velký potenciál“. Vietnamský prezident Nguyễn Minh Triết přijel 18. listopadu 2008 do Caracasu na dvoudenní oficiální návštěvu na pozvání Huga Cháveze. „My (Vietnamci) jsme vděční za podporu a solidaritu, kterou nám (Venezuelané) dosud nabízeli,“ řekl Triết. Od návštěvy Huga Cháveze ve Vietnamu v roce 2006 posílila jeho vláda s touto zemí bilaterální vztahy. V roce 2007 navštívil Venezuelu generální tajemník komunistické strany Nông Đức Mạnh. Petróleos de Venezuela a Petrovietnam od návštěvy v roce 2006 oznámily řadu společných projektů. Při návštěvě v roce 2006 Chávez pochválil revoluční historii Vietnamu a Spojené státy americké zkritizoval za jejich „imperialistické“ zločiny ve vietnamské válce. Při návštěvě v roce 2008 měl Triết podobné komentáře. Pochválil skupinu Venezuelanů, kteří zajali amerického vojáka během války ve Vietnamu v neúspěšné snaze zabránit popravě vietnamského revolucionáře. Oba lídři také podepsali dohodu o společném fondu 200 milionů dolarů a 15 projektech spolupráce. V březnu 2008 byla podepsána dohoda o spolupráci mezi Vietnamem a Venezuelou v oblasti cestovního ruchu. Prezident Nguyễn Minh Triết přijal viceprezidenta PDVSA Asdrubala Chaveze a prohlásil, že spolupráce v oblasti ropy a zemního plynu se stane typickým příkladem jejich mnohostranné spolupráce. |

### Asie
| Stát                    | Počátek formálních vztahů               | Poznámky |
| ----------------------- | --------------------------------------- | --- |
| Afghánistán             | 16. září 1974                           | - Vietnam měl od roku 1978 do roku 1992 velvyslanectví v Kábulu. |
| Arménie                 | 14. července 1992                       | - Diplomatické vztahy mezi Arménií a Vietnamem byly navázány 14. července 1992. - Vietnam je v Arménii akreditován prostřednictvím svého velvyslanectví v Moskvě v Rusku. - Arménie má velvyslanectví v Hanoji. |
| Ázerbájdžán             | 23. července 1992                       | |
| Bahrajn                 | 31. března 1995                         | |
| Bangladéš               | 11. února 1973                          | Viz Bangladéšsko-vietnamské vztahy |
| Bhútán                  | 19. ledna 2012                          | |
| Brunej                  | 29. února 1992                          | Viz Brunejsko-vietnamské vztahy - Brunej má velvyslanectví v Hanoji. - Vietnam má velvyslanectví v Bandar Seri Begawanu. |
| Čína                    | 960 (Sung) 18. ledna 1950 (ČLR)         | Viz Čínsko-vietnamské vztahy - Čína má velvyslanectví v Hanoji a generální konzuláty v Danangu a Ho Či Minově Městě. - Vietnam má velvyslanectví v Pekingu a generální konzuláty v Hongkongu, Kantonu, Kchun-mingu, Nan-ningu a Šanghaji. - Poté, co obě strany v roce 1991 obnovily obchodní vztahy, se růst bilaterálního obchodu zvýšil z 32 milionů USD v roce 1991 na téměř 7,2 miliardy USD v roce 2004. Obě vlády si stanovily za cíl zvýšit objem obchodu do roku 2010 na 10 miliard USD. Vietnam do Číny vyváží ropu, uhlí, kávu a potraviny, zatímco Čína do Vietnamu vyváží léčiva, stroje, ropu, hnojiva a automobilové díly. Čína se stala druhým největším obchodním partnerem Vietnamu a největším dovozcem. Oba národy pracují na vytvoření „ekonomického koridoru“ z čínského Jün-nanu do vietnamských severních provincií a měst a vytvoření podobných ekonomických zón v Tonkinském zálivu. Země propojily Nan-ning v provincii Kuang-si, provincii Lang Son, Hanoj, Haiphong a provincii Quang Ninh ve Vietnamu. Mezi oběma zeměmi byla otevřena letecká a námořní doprava a také železnice, stejně jako čtrnáct přístavů na národní úrovni v příhraničních provinciích a regionech obou zemí. |
| Filipíny                | 12. července 1976                       | Viz Filipínsko-vietnamské vztahy - Od konce studené války se vztahy mezi Filipínami a Vietnamem rychle zlepšily. Dnes jsou Filipíny a Vietnam ekonomickými spojenci a mají mezi sebou dohodu o volném obchodu. Obě země jsou součástí Sdružení národů jihovýchodní Asie (ASEAN) a Asijsko-pacifického hospodářského společenství (APEC). Filipíny a Vietnam provádí společná vojenská cvičení v Jihočínském moři. Vietnam je někdy nazýván jediným komunistickým vojenským spojencem Filipín. Filipíny a Vietnam sledují expanzi Číny do Jihočínského moře a zajišťují, že Čína nepředstavuje žádnou hrozbu pro filipínské ani vietnamské ostrovy v Jihočínském moři. Filipíny dovážejí z Vietnamu velké množství psacích potřeb, oblečení a dalších výrobků. V květnu 2009 podepsaly Filipíny s Vietnamem dohodu o spolupráci v boji proti zločinu a zajišťování společenského pořádku. V lednu 2010 podepsala filipínská burza (PSE) s vietnamskou burzou memorandum o porozumění „pro vzájemnou spolupráci a sdělování informací a zkušeností“, které má usnadnit rozvoj a efektivní fungování obou trhů s cennými papíry.                                                                                      |
| Gruzie                  | 30. června 1992                         | |
| Indie                   | 7. ledna 1972                           | Viz Indicko-vietnamské vztahy - Indie a Vietnam jsou členy Mekonksko-ganžské spolupráce, vytvořené s cílem rozvíjet úzké vazby mezi Indií a národy jihovýchodní Asie. Vietnam podpořil snahu Indie stát se stálým členem Rady bezpečnosti OSN a připojit se k Asijsko-pacifickému hospodářskému společenství (APEC). Ve společném prohlášení z roku 2003 Indie a Vietnam předpokládaly vytvoření „oblouku prospěchu a prosperity“ v jihovýchodní Asii; za tímto účelem Vietnam podpořil významnější vztah mezi Indií a Sdružením národů jihovýchodní Asie (ASEAN) a vyjednávání o dohodě o volném obchodu mezi Indií a ASEANem. Indie a Vietnam rozsáhle spolupracují na rozvoji jaderné energie, posílení regionální bezpečnosti a boji proti terorismu, nadnárodní trestné činnosti a obchodu s drogami. |
| Indonésie               | 30. prosince 1955                       | Viz Indonésko-vietnamské vztahy - Vietnam i Indonésie jsou členy Sdružení národů jihovýchodní Asie (ASEAN). - Indonéská prezidentka Megawati Sukarnoputri navštívila Vietnam v červnu 2003. V této době obě země podepsaly „Deklaraci o rámci přátelské a komplexní spolupráce pro vstup do 21. století“. - V květnu 2005 indonéský prezident Susilo Bambang Yudhoyono navštívil Vietnam. V prosinci téhož roku byly v příslušných hlavních městech uspořádány slavnosti k 50. výročí navázání diplomatických styků. Vzhledem k pokračujícím sporům v Jihočínském moři podpořily Vietnam i Indonésie zdrženlivost v militarizaci této záležitosti. Čína si nárokuje VEZ indonéského ostrova Natuna a zároveň si nárokuje většinu Jihočínského moře včetně Vietnamem nárokovaných Paracelských a Spratlyho ostrovů. |
| Irák                    | 10. července 1968                       | Viz Irácko-vietnamské vztahy - Od prosince 1969 má Irák velvyslanectví v Hanoji. - Vietnam je v Iráku akreditován prostřednictvím svého velvyslanectví v Teheránu v Íránu. |
| Izrael                  | 12. července 1993                       | Viz Izraelsko-vietnamské vztahy - Od prosince 1993 má Izrael velvyslanectví v Hanoji. - Vietnam má velvyslanectví v Tel Avivu. - Viz též Dějiny Židů ve Vietnamu. - Vietnamské ministerstvo zahraničních věcí o vztazích s Izraelem. |
| Írán                    | 4. srpna 1973                           | Viz Íránsko-vietnamské vztahy |
| Japonsko                | 1605 (Tokugawský šogunát) 21. září 1973 | Viz Japonsko-vietnamské vztahy - Lord Nguyễn Hoàng poslal dopis Iejasu Tokugawovi, ve kterém pozval japonského obchodníka, aby v roce 1605 přijel do Hội An. - Princ Cường Để byl v roce 1905 vyhoštěn do Japonska. - V roce 1904 bylo Phanem Bội Châu, vietnamským nacionalistou, který si přál aby Vietnamci studovali prostřednictvím hnutí Đông Du v Japonsku, založené Việt Nam Duy Tân Hội (Vietnamské modernizační sdružení). - Japonské císařství napadlo v roce 1940 Francouzskou Indočínu. - Kapitulace Japonska v roce 1945. - Obě země navázaly diplomatické styky 21. září 1973. |
| Jemen                   | 16. října 1963                          | |
| Jižní Korea             | 1226 (Korjo) 22. prosince 1992          | Viz Jihokorejsko-vietnamské vztahy Dějiny - Princ Lý Long Tường z dynastie Lý v roce 1226 uprchl do království Korjo, aby se vyhnul vyvraždění dynastie Trần. - Jižní Korea uznala kapitalistického spojence Jižní Vietnam. - Prezident Pak Čong-hui vyslal v 60. letech 20. století jihokorejské jednotky do války ve Vietnamu. Vietnamská socialistická republika a Korejská republika navázaly diplomatické styky 22. prosince 1992. - srpen 1994 – premiér I Jong-deok - listopad 1996 – prezident Kim Jong-sam - prosinec 1998 – prezident Kim Te-džung - duben 2002 – premiér I Han-dong - říjen 2004 – prezident No Mu-hjon - leden 2006 – předseda Národního shromáždění Kim Won-ki - listopad 2006 – prezident No Mu-hjon (APEC) - duben 2008 – předseda Národního shromáždění Lim Chae-jung - květen 2009 – prezidentský vyslanec I Bjong-suk - říjen 2009 – prezident I Mjong-bak - listopad 2009 – předseda Národního shromáždění Kim Hjong-o - říjen 2010 – prezident I Mjong-bak - leden 2013 – předseda Národního shromáždění Kang Chang Hee - září 2013 – prezidentka Pak Kun-hje (G20) |
| Jordánsko               | 9. srpna 1980                           | |
| Kambodža                | 24. června 1967                         | Viz Kambodžsko-vietnamské vztahy - Kambodža má velvyslanectví v Hanoji a generální konzulát v Ho Či Minově Městě. - Vietnam má velvyslanectví v Phnompenhu a generální konzuláty v Battambangu a Sihanoukville. - Od 90. let 20. století se vztahy mezi těmito národy zlepšují. Obě země jsou členy mnohostranných regionálních organizací ASEAN a Mekonksko-ganžské spolupráce. Obě rozvinuly přeshraniční obchod a za tímto účelem se snažily zmírnit vízová nařízení. Obě vlády si stanovily za oficiální cíl zvýšit bilaterální obchod o 27 % na 2,3 miliardy USD do roku 2010 a na 6,5 miliardy USD do roku 2015. Vietnam v roce 2007 vyvezl do Kambodže zboží v hodnotě 1,2 miliardy USD. Zatímco Kambodža je pouze 16. největším dovozcem vietnamského zboží, Vietnam je pro Kambodžu třetím největším exportním trhem. |
| Katar                   | 8. února 1993                           | Viz Katarsko-vietnamské vztahy - Katar má velvyslanectví v Hanoji. - Vietnam má velvyslanectví v Dauhá. |
| Kazachstán              | Září 1992                               | - Vietnam má velvyslanectví v Astaně. - Kazachstán má velvyslanectví v Hanoji. |
| Kuvajt                  | 10. ledna 1976                          | |
| Kyrgyzstán              | 4. června 1992                          | |
| Laos                    | 5. září 1962                            | Viz Laosko-vietnamské vztahy - Laos má velvyslanectví v Hanoji a generální konzuláty v Danangu a Ho Či Minově Městě. - Vietnam má velvyslanectví ve Vientiane a generální konzuláty v Luang Prabangu, Pakse a Savannakhetu. |
| Libanon                 | 12. února 1981                          | |
| Malajsie                | 30. března 1973                         | Viz Malajsijsko-vietnamské vztahy - Vietnam má velvyslanectví v Kuala Lumpur. - Malajsie má velvyslanectví v Hanoji a generální konzulát v Ho Či Minově Městě. |
| Maledivy                | 18. června 1975                         | |
| Mongolsko               | 1280 (Jüan) 17. listopadu 1954          | Viz Mongolsko-vietnamské vztahy - Země v roce 1961 podepsaly Smlouvu o přátelství a spolupráci, obnovily ji v roce 1979 a novou podepsaly v roce 1995. Dne 13. ledna 2003 podepsaly země 8bodový dokument o spolupráci, který se zavázal ke spolupráci mezi oběma vládami a jejich zákonodárnými orgány, nahrazující dřívější dokument podepsaný v roce 1998. - Uskutečnilo se 13 zasedání vietnamsko-mongolského mezivládního výboru pro spolupráci v oblasti obchodu, ekonomiky a vědy a techniky. Dne 25. května 2004 podepsaly země dohody o železniční dopravě a vědeckotechnické spolupráci. Další dohody se týkají oblastí, jako je ochrana rostlin a karanténní předpisy, cla, zdraví a vzdělávání. |
| Myanmar (Barma)         | 28. května 1975                         | Viz Myanmarsko-vietnamské vztahy - Myanmar má velvyslanectví v Hanoji. - Vietnam má velvyslanectví v Rangúnu. |
| Nepál                   | 15. května 1975                         | |
| Omán                    | 9. června 1992                          | |
| Palestina               | 19. listopadu 1988                      | |
| Pákistán                | 8. listopadu 1972                       | Viz Pákistánsko-vietnamské vztahy - Pákistán otevřel své velvyslanectví v Hanoji v roce 1973. Z ekonomických důvodů však Pákistán velvyslanectví uzavřel v roce 1980. Vietnam otevřel své velvyslanectví v Islámábádu v roce 1978 a musel ho zavřít v roce 1984 kvůli vlastním ekonomickým potížím. Bilaterální vztahy mezi Pákistánem a Vietnamem se v posledních letech výrazně zlepšily. Lídři obou zemí vyjádřili ochotu posílit své stávající vztahy nejen v politické sféře, ale i v dalších oblastech, jako je obchod a ekonomika. Pákistán v říjnu 2000 znovu otevřel své velvyslanectví v Hanoji. Vietnam v prosinci 2005 znovu otevřel své velvyslanectví v Islámábádu a v listopadu 2005 obchodní kancelář v Karáčí. |
| Saúdská Arábie          | 21. října 1999                          | - Saúdská Arábie má velvyslanectví v Hanoji. - Vietnam má velvyslanectví v Rijádu. |
| Severní Korea           | 1226 (Korjo) 31. ledna 1950             | Viz Severokorejsko-vietnamské vztahy - Princ Lý Long Tường z dynastie Lý v roce 1226 uprchl do království Korjo, aby se vyhnul vyvraždění dynastie Trần. - Severní Korea uznala 31. ledna 1950 komunistického spojence Severní Vietnam. - V červenci 1957 navštívil Severní Koreu prezident Ho Či Min. - Severokorejský vůdce Kim Ir-sen navštívil Severní Vietnam v listopadu a prosinci 1958 a v listopadu 1964. - V únoru 1961 uzavřely obě vlády dohodu o vědeckotechnické spolupráci. - Prezident Kim Ir-sen vyslal do Severního Vietnamu stíhací peruť, aby podpořila severovietnamskou 921. a 923. stíhací peruť bránící Hanoj, když Hanoj bombardovaly americké vzdušné síly. - V 50. až 60. letech 20. století studovali studenti ze Severního Vietnamu v Severní Koreji. - Vztahy později poklesly kvůli investičním a obchodním sporům v 90. letech 20. století a na počátku 21. století a vznikajícím vztahům mezi Jižní Koreou a Vietnamem. |
| Singapur                | 1. srpna 1973                           | Viz Singapursko-vietnamské vztahy - Singapur má velvyslanectví v Hanoji. - Vietnam má velvyslanectví v Singapuru. |
| Spojené arabské emiráty | 1. srpna 1993                           | - Spojené arabské emiráty mají velvyslanectví v Hanoji. - Vietnam má velvyslanectví v Abú Zabí. |
| Srí Lanka               | 21. července 1970                       | |
| Sýrie                   | 21. července 1966                       | |
| Tádžikistán             | 14. července 1992                       | - Tádžikistán je ve Vietnamu akreditován prostřednictvím svého velvyslanectví v Pekingu v Číně. |
| Thajsko                 | 6. srpna 1976                           | Viz Thajsko-vietnamské vztahy - Thajsko má velvyslanectví v Hanoji a generální konzulát v Ho Či Minově Městě. - Vietnam má velvyslanectví v Bangkoku a generální konzulát v Khon Kaenu. |
| Tchaj-wan               | 960 (Sung) neoficiální vztahy (nyní)    | Viz Tchajwansko-vietnamské vztahy - Tchaj-wan měl vztahy s bývalým Jižním Vietnamem. - Vztahy mezi Tchaj-wanem a Vietnamem jsou vedeny na neoficiální úrovni, protože Hanoj dodržuje politiku jedné Číny a oficiálně uznává pouze Čínskou lidovou republiku. To však nezastavilo bilaterální návštěvy a významné toky migrantů a investičního kapitálu mezi Tchaj-wanem a Vietnamem. Tchaj-wan je od roku 2006 největším zdrojem přímých zahraničních investic ve Vietnamu. Obě země mají v té druhé zastoupení; Tchaj-wan je zastoupen pobočkami Tchajpejského ekonomického a kulturního úřadu ve Vietnamu v Hanoji a v Ho Či Minově Městě, zatímco Vietnam je zastoupen Vietnamskou ekonomickou a kulturní kanceláří v Tchaj-peji. |
| Turecko                 | 1978                                    | Viz Turecko-vietnamské vztahy - Vietnam má velvyslanectví v Ankaře. - Turecko má velvyslanectví v Hanoji. - Objem obchodu mezi těmito dvěma zeměmi byl v roce 2015 1,912 miliardy USD (vietnamský vývoz/dovoz: 1,76/0,16 miliardy USD). - Od 27. června 2016 jsou provozovány přímé lety z Istanbulu do Hanoje a Ho Či Minova Města. |
| Turkmenistán            | 29. července 1992                       | - Turkmenistán je ve Vietnamu akreditován prostřednictvím svého velvyslanectví v Pekingu v Číně. |
| Uzbekistán              | 17. ledna 1992                          | - Vietnam je v Uzbekistánu akreditován prostřednictvím svého velvyslanectví v Moskvě v Rusku. - Uzbekistán je ve Vietnamu akreditován prostřednictvím svého velvyslanectví v Jakartě v Indonésii. |
| Východní Timor          | 28. července 2002                       | |

### Evropa
| Stát                | Počátek formálních vztahů                                                                        | Poznámky |
| ------------------- | ------------------------------------------------------------------------------------------------ | --- |
| Evropská unie       | 1990                                                                                             | Viz Vztahy mezi Evropskou unií a Vietnamem |
| Albánie             | 11. února 1950                                                                                   | Diplomatické styky byly navázány 11. února 1950. |
| Andorra             | 12. června 2007                                                                                  | |
| Belgie              | 22. března 1973                                                                                  | |
| Bělorusko           | 24. ledna 1992                                                                                   | Viz Bělorusko-vietnamské vztahy - Od roku 1997 má Bělorusko velvyslanectví v Hanoji. - Od listopadu 2003 má Vietnam velvyslanectví v Minsku. |
| Bosna a Hercegovina | 26. ledna 1996                                                                                   | |
| Bulharsko           | 8. února 1950                                                                                    | Viz Bulharsko-vietnamské vztahy - Bulharsko má velvyslanectví v Hanoji. - Vietnam má velvyslanectví v Sofii. - V roce 2006 bulharská vláda souhlasila s plánem spolupráce ve zdravotnictví. Dvouletý plán zahrnoval spolupráci v mnoha oblastech, ale hlavně ve veřejném zdravotnictví, lůžkové a ambulantní péči, potravinové bezpečnosti a vzdělávání lékařů. |
| Černá Hora          | 4. srpna 2006                                                                                    | |
| Česko               | 2. února 1950 (jako Československo)                                                              | Viz Česko-vietnamské vztahy - Česko má velvyslanectví v Hanoji. - Vietnam má velvyslanectví v Praze. |
| Dánsko              | 25. listopadu 1971                                                                               | Viz Dánsko-vietnamské vztahy - Od 1. dubna 1994 má Dánsko velvyslanectví v Hanoji. - Od 12. srpna 2000 má Vietnam velvyslanectví v Kodani. - V Dánsku žije kolem 8500 Vietnamců. - V červnu 2002 Nguyễn Dy Niên, vietnamský ministr zahraničí, navštívil Dánsko. - V říjnu 2004 se dánský ministr zahraničních věcí Per Stig Møller zúčastnil 5. Asijsko-evropské setkání v Hanoji. - V březnu 2007 navštívil Vietnam ministr zahraničních věcí Ulrik Federspiel. - Vietnamské ministerstvo zahraničních věcí o vztazích s Dánskem.                                                        |
| Estonsko            | 20. února 1992                                                                                   | |
| Finsko              | 25. ledna 1973                                                                                   | - Finsko má velvyslanectví v Hanoji. - Vietnam má velvyslanectví v Helsinkách. |
| Francie             | 12. dubna 1973                                                                                   | Viz Francouzsko-vietnamské vztahy - Francie má velvyslanectví v Hanoji a generální konzulát v Ho Či Minově Městě. - Vietnam má velvyslanectví v Paříži. - Francouzsko-vietnamské vztahy byly navázány již v 17. století posláním francouzského jezuitského otce Alexandra de Rhodes do Vietnamu. Francie se ve Vietnamu výrazně angažovala v 19. století pod záminkou ochrany práce katolických misionářů v zemi. |
| Chorvatsko          | 1. července 1994                                                                                 | |
| Irsko               | 5. dubna 1996                                                                                    | - Irsko má velvyslanectví v Hanoji. - Vietnam je v Irsku akreditován prostřednictvím svého velvyslanectví v Londýně ve Spojeném království. |
| Island              | 5. srpna 1973                                                                                    | - Island je ve Vietnamu akreditován prostřednictvím svého velvyslanectví v Pekingu v Číně. |
| Itálie              | 23. března 1973                                                                                  | Viz Italsko-vietnamské vztahy - Itálie má velvyslanectví v Hanoji a generální konzulát v Ho Či Minově Městě. - Vietnam má velvyslanectví v Římě. |
| Kypr                |                                                                                                  | |
| Lichtenštejnsko     | 2. července 2008                                                                                 | |
| Litva               | 18. března 1992                                                                                  | |
| Lotyšsko            | 12. února 1992                                                                                   | |
| Lucembursko         | 15. listopadu 1973                                                                               | Viz Lucembursko-vietnamské vztahy - Lucembursko je ve Vietnamu akreditováno prostřednictvím svého velvyslanectví v Pekingu v Číně. - Vietnam je v Lucembursko akreditován prostřednictvím svého velvyslanectví v Bruselu v Belgii. |
| Maďarsko            | 3. února 1950                                                                                    | Viz Maďarsko-vietnamské vztahy - Maďarsko má velvyslanectví v Hanoji. - Vietnam má velvyslanectví v Budapešti. |
| Malta               | 14. listopadu 1974                                                                               | |
| Moldavsko           | 11. června 1992                                                                                  | Obě země navázaly diplomatické styky 11. června 1992. |
| Monako              | 29. listopadu 2007                                                                               | |
| Německo             | 3. února 1955 (s Východním Německem a sjednoceným Německem) 23. září 1975 (se Západním Německem) | Viz Německo-vietnamské vztahy - Německo má velvyslanectví v Hanoji. - Vietnam má velvyslanectví v Berlíně a generální konzulát ve Frankfurtu nad Mohanem. |
| Nizozemsko          | 8. dubna 1973                                                                                    | - Nizozemsko má velvyslanectví v Hanoji a generální konzulát v Ho Či Minově Městě. - Vietnam má velvyslanectví v Haagu. |
| Norsko              | 25. listopadu 1971                                                                               | |
| Polsko              | 4. února 1950                                                                                    | Viz Polsko-vietnamské vztahy - Polsko má velvyslanectví v Hanoji. - Vietnam má velvyslanectví ve Varšavě. |
| Portugalsko         | 1. července 1975                                                                                 | - Portugalsko je ve Vietnamu akreditováno prostřednictvím svého velvyslanectví v Bangkoku v Thajsku a má honorární konzuláty jak v Hanoji, tak v Ho Či Minově Městě. - Vietnam je v Portugalsku akreditován prostřednictvím svého velvyslanectví v Paříži ve Francii. - V roce 2015 obě země oslavily 500 let trvání vzájemných vztahů. Připomenuly si rok 1515, kdy portugalský cestovatel Duarte Coelho dosáhl Kočinčíny, Čampy a Tonkinu a zahájil tak dlouhé období obchodních vztahů s Portugalci usazenými v Macau a Malacce.                                                        |
| Rakousko            |                                                                                                  | Viz Rakousko-vietnamské vztahy |
| Rumunsko            | 3. února 1950                                                                                    | - Rumunsko má velvyslanectví v Hanoji. - Vietnam má velvyslanectví v Bukurešti. |
| Rusko               | 30. ledna 1950 (jako SSSR)                                                                       | Viz Rusko-vietnamské vztahy - SSSR byl spojencem Vietnamu. - Dne 30. ledna 1950 Svaz sovětských socialistických republik zřídil velvyslanectví v Severním Vietnamu. SSSR byl tradičně jedním z nejsilnějších spojenců Vietnamu. |
| Řecko               | 15. dubna 1975                                                                                   | Viz Řecko-vietnamské vztahy - Řecko má velvyslanectví v Hanoji. - Vietnam má velvyslanectví v Athénách. |
| San Marino          | 6. července 2007                                                                                 | |
| Severní Makedonie   | 10. června 1994                                                                                  | - Země navázaly diplomatické styky 10. června 1994. - Severní Makedonie je ve Vietnamu akreditována prostřednictvím svého velvyslanectví v Pekingu v Číně. - Vietnam je v Severní Makedonii akreditován prostřednictvím svého velvyslanectví v Sofii v Bulharsku. |
| Slovensko           | 2. února 1950 (jako Československo)                                                              | Viz Slovensko-vietnamské vztahy - Slovensko má velvyslanectví v Hanoji. - Vietnam má velvyslanectví v Bratislavě. |
| Slovinsko           | 7. června 1994                                                                                   | |
| Spojené království  | 1. září 1973                                                                                     | - Spojené království má velvyslanectví v Hanoji. - Vietnam má velvyslanectví v Londýně. |
| Srbsko              | 10. března 1957 (jako SFR Jugoslávie)                                                            | - Srbsko je ve Vietnamu akreditováno prostřednictvím svého velvyslanectví v Jakartě v Indonésii. - Vietnam je v Srbsku akreditován prostřednictvím svého velvyslanectví v Bukurešti v Rumunsku. - Vietnam podporuje Srbsko v otázce Kosova. - Srbské ministerstvo zahraničních věcí o vztahu s Vietnamem. - Vietnamské ministerstvo zahraničních věcí o vztahu se Srbskem. |
| Svatý stolec        |                                                                                                  | Viz Vztahy mezi Svatým stolcem a Vietnamem - S koncem vietnamské války byl apoštolský delegát nucen odejít. Vzhledem k tomu, že apoštolská delegace na rozdíl od velvyslanectví není bilaterální institucí se zapojením státu, nebyla Apoštolská delegace pro Vietnam zrušena, ale od roku 1975 je nečinná. - Marxismus a komunismus oficiálně podporují ateismus. To způsobilo napjaté vztahy mezi Svatým stolcem a vládou v Hanoji. Přední biskupové byli několik let vězněni. Je zde také otázka církevního majetku zabaveného vietnamskou vládou, který se církev snažila získat zpět. |
| Španělsko           | 23. května 1977                                                                                  | Viz Španělsko-vietnamské vztahy - Španělsko má velvyslanectví v Hanoji. - Vietnam má velvyslanectví v Madridu. |
| Švédsko             | 11. ledna 1969                                                                                   | - Švédsko má velvyslanectví v Hanoji. - Vietnam má velvyslanectví ve Stockholmu. |
| Švýcarsko           | 11. října 1971                                                                                   | - Švýcarsko má velvyslanectví v Hanoji. - Vietnam má velvyslanectví v Bernu. |
| Ukrajina            | 23. ledna 1992                                                                                   | Viz Ukrajinsko-vietnamské vztahy |

### Oceánie
| Stát                | Počátek formálních vztahů | Poznámky |
| ------------------- | ------------------------- | --- |
| Austrálie           | 26. února 1973            | Viz Australsko-vietnamské vztahy - Australští premiéři Paul Keating a John Howard navštívili Vietnam v roce 1994 a 2006. - Ve fiskálním roce 2006–2007 činila australská zahraniční rozvojová pomoc 81,5 milionu A$. - V roce 2006 činil objem bilaterálního obchodu 4,75 miliardy USD. - Austrálie má velvyslanectví v Hanoji a konzulát v Ho Či Minově Městě. Vietnam má velvyslanectví v Canbeře. - Vietnamské ministerstvo zahraničních věcí: AUSTRALSKO-VIETNAMSKÉ VZTAHY. |
| Cookovy ostrovy     | 26. dubna 2022            | Obě země navázaly diplomatické styky 26. dubna 2022. |
| Fidži               | 14. května 1993           | Obě země navázaly diplomatické styky 14. května 1993. |
| Nový Zéland         | 19. června 1975           | Viz Novozélandsko-vietnamské vztahy Plné diplomatické vztahy byly obnoveny v roce 1989. Nový Zéland otevřel své velvyslanectví v Hanoji v roce 1995, zatímco Vietnam v roce 2003 založil velvyslanectví ve Wellingtonu. |
| Papua Nová Guinea   | 3. listopadu 1989         | Obě země navázaly diplomatické styky 3. listopadu 1989. |
| Samoa               | 29. března 1994           | Obě země navázaly diplomatické styky 29. března 1994. |
| Šalomounovy ostrovy | 30. října 1996            | Obě země navázaly diplomatické styky 30. října 1996. |
| Vanuatu             | 3. března 1982            | Obě země navázaly diplomatické styky 3. března 1982. |